# Sopramonte-Höhlensalamander
Der Sopramonte-Höhlensalamander (Hydromantes supramontis, Syn.: Speleomantes supramontis) ist ein Schwanzlurch aus der Familie der Lungenlosen Salamander (Plethodontidae). Sein Verbreitungsgebiet liegt im östlichen Teil von Sardinien.

## Merkmale
Der Sopramonte-Höhlensalamander wird etwa 13 bis 13,5 cm lang. Die Schnauze ist abgerundet. Die Füße sind sehr groß, die Finger und Zehen stumpf und an den Enden verbreitert. Die Rückenfärbung und -zeichnung ist sehr variabel. Die Grundfarbe ist dunkelbraun bis schwarz mit gelblicher, graugrüner oder olivgrüner Fleckung oder Marmorierung. Der Bauch der Erwachsenen ist hell, meist mit einer variierenden Zahl dunkler Flecken.

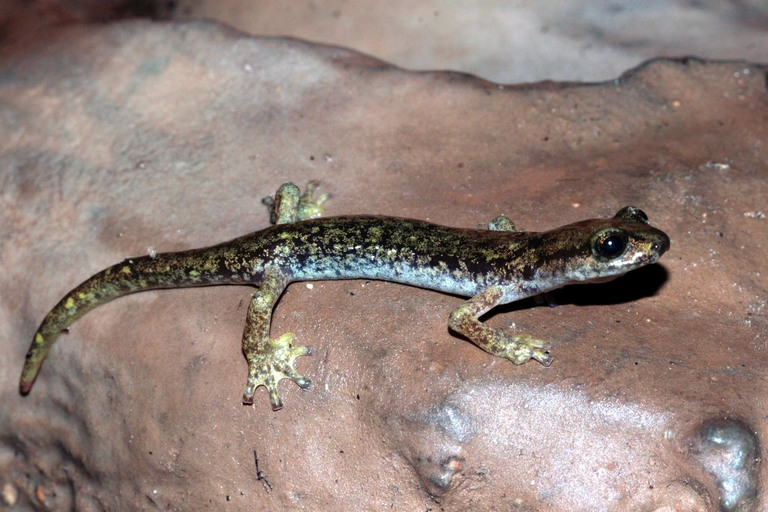
Sopramonte-Höhlensalamander

## Verbreitung
Die Art hat ein kleines Verbreitungsgebiet im zentralen bis nördlichen Ostsardinien, in der Provinz Nuoro. Dort lebt sie vor allem rund um den Golf von Orosei und im Hinterland bis zum Sopramonte di Orgosolo.

## Lebensraum
Von 106 bis 1360 m über NN. Es werden Steineichenwälder, mediterranes Buschland (Macchie) und mäßig bewachsene Felsareale besiedelt. Der Sopramonte-Höhlensalamander ist oft unter Steinen oder in Höhlen zu finden.

## Lebensweise
Oberirdisch nur in der Zeit vom Spätherbst bis zum zeitigen Frühjahr aktiv. Im späten Frühjahr ziehen sich die Tiere in unterirdische Lückensysteme zurück und legen in dieser Zeit ihre Eier, die die Weibchen bis zum Schlupf der voll entwickelten Jungen bewachen.

## Gefährdung
Trotz des kleinen Verbreitungsgebietes ist die Art nur gering gefährdet und an geeigneten Stellen oftmals in großer Zahl zu finden. Dennoch ist sie durch Lebensraumzerstörung bedroht.  Die IUCN listet sie in der Roten Liste gefährdeter Arten jedoch als stark gefährdet (endangered ) mit einem abnehmenden Populationstrend.